# ドラキュラ血のしたたり
ドラキュラ血のしたたり（Twins of Evil）は、1972年7月26日に公開されたイギリスのホラー映画。アメリカ公開時のタイトルは、Twins of Dracula。84分。カラー。製作はハマー・フィルム・プロダクションおよびランクフィルム。配給はCIC。日本での劇場公開は1972年7月。
米題や日本語タイトルでは「ドラキュラ」を含み、主演はヴァン・ヘルシング役で知られるピーター・カッシングであるが、ブラム・ストーカーの小説『吸血鬼ドラキュラ』とは無関係であり、ドラキュラ伯爵も登場しない。

## あらすじ
舞台は16世紀の英国。孤児となった美しい双子の姉妹マリアとフリーダは、叔父のグスタフのもとに身を寄せる。グスタフは、厳格な清教徒で、狂信的な魔女狩り集団「兄弟団(Brotherhood)」のリーダーでもある。グスタフの厳格さを嫌ったフリーダは彼の下から脱出する方法を探し、カルンシュタイン伯爵に魅了される。悪魔崇拝と黒魔術に傾倒するカルンシュタイン伯爵は、堕落しているとはいえ国王からの信頼が篤いため、兄弟団の手が届かない存在であった。カルンシュタイン伯爵は、村の少女を生贄にして女吸血鬼ミアカーラを召喚して自らも吸血鬼となり、フリーダの血を吸い吸血鬼にした。一方マリアは、若い教師アントンと恋に落ちる。
ある夜、フリーダが兄弟団を襲うが、彼女は逆にグスタフによって捕らえられ、投獄される。それを知った伯爵は、マリアを誘拐し、フリーダと入れ替える。
マリアに会いに行ったアントンは彼女になりすましたフリーダに誘惑される。しかしアントンは彼女が鏡に映っていないことに気づき、女吸血鬼フリーダを十字架によって撃退し、マリアを救出する。
アントンから吸血鬼の弱点を聞いたグスタフは、兄弟団とともに伯爵の城を攻める。伯爵とフリーダはマリアを盾に脱出を試みる。グスタフは果敢に伯爵に挑むが返り討ちされる。しかしアントンの槍で心臓を貫かれた伯爵は腐り落ち、アントンとマリアは結ばれる。

## スタッフ
- 製作：ハリー・ファイン、マイケル・スタイル
- 監督：ジョン・ハウ（ハフ）
- 脚本：チューダー・ゲイツ
- 撮影：ディック・ブッシュ
- 音楽：フィリップ・マーテル（ハリー・ロビンソン？）
- 編集：スペンサー・リーヴ
- 特殊効果：バート・ラックフォード、ジャック・ミルズ

## キャスト
グスタフ・ヴァイル(Gustav Weil)
演 - ピーター・カッシング(Peter Cushing)
魔女狩りを率いる厳格な清教徒。マリアとフリーダの叔父にあたる。
ディートリッヒ(Dietrich)
演 - デニス・プライス (Dennis Price)
マリア(Maria Gellhorn)
演 - マリー・コリンソン(Mary Collinson)
双子の姉妹。妹と違い貞淑。
フリーダ(Frieda Gellhorn)
演 - マドレーヌ・コリンソン(Madeleine Collinson)
双子の姉妹。姉と違い奔放。
カルンシュタイン伯爵(Count Karnstein)
演 - ダミアン・トーマス(Damien Thomas)
黒魔術に耽る貴族。自らも吸血鬼となる。
ミルカーラ伯爵夫人（Countess Mircalla）
演 - カチャ・ワイエス(Katya Wyeth)
墓場から蘇った女吸血鬼。
前年公開の映画『恐怖の吸血美女』（1971年、ハマーフィルム）にはミルカーラ／カーミラ・カルンシュタインという女吸血鬼が登場する。
アントン・ホッファー(Anton Hoffer)
演 - デイヴィッド・ウォーベック(David Warbeck)
若くハンサムな家庭教師。マリアの恋人となる。
イングリッド・ホッファー(Ingrid Hoffer)
演 - イソベル・ブラック(Isobel Black)
アントンの妹。
ヨーキム(Joachim)
演 - ロイ・スチュワート(Roy Stewart)
カルンシュタイン伯爵の忠実な下僕。
ケイティ・ヴァイル(Katy Weil)
演 - カスリーン・バイロン(Kathleen Byron)
フランツ(Franz)
演 - ハーヴェイ・ホール(Harvey Hall)
ヘルマン(Hermann)
演 - アレックス・スコット(Alex Scott)
馬車の中の貴婦人(Lady in Coach)
演 - シーラ・ウィルコックス(Sheelah Wilcox)
きこり(Woodman)
演 - イニゴ・ジャクソン(Inigo Jackson)
きこりの娘(Woodman's Daughter)
演 - ジュディ・マシスン(Judy Matheson)
ゲルタ(Gerta)
演 - ルーアン・ピータース(Luan Peters)
城の牢番(Gaoler)
演 - ペーター・トンプスン(Peter Thompson)
磔にされた女性(Young Girl at Stake)
演 - カーステン・リンドホルム(Kirsten Lindholm)